# Choeroparnops forcipatus
Choeroparnops forcipatus är en insektsart som beskrevs av Max Beier 1949. Choeroparnops forcipatus ingår i släktet Choeroparnops och familjen vårtbitare. Inga underarter finns listade i Catalogue of Life.